# Retour en fanfare
Pour les articles homonymes, voir fanfare (homonymie).
Retour en fanfare est le sixième album publié dans la série Donjon Zénith de la saga Donjon, numéroté 6, dessiné par Boulet, écrit par Lewis Trondheim et Joann Sfar, mis en couleur par Lucie Albon et publié en novembre 2007.